# 石川町 (八王子市)
石川町（いしかわまち）は、東京都八王子市の地名である。丁番を持たない単独町名であり、住居表示は未実施区域。郵便番号は192-0032（八王子郵便局管区）。

## 地理
八王子市の東部・日野台地の北西部に位置し、東部で日野市と接する。南北を八高線・都道八王子武蔵村山線が走り、東西を谷地川が流れる。都道以東は北八王子工業団地となっており、工場や物流拠点、研究開発拠点が密集している。東で日野市新町・日野台、西で宇津木町・大谷町、南で大和田町、北で小宮町・久保山町と隣接する。

### 河川
- 谷地川

### 地価
住宅地の地価は、2014年（平成26年）1月1日の公示地価によれば、石川町801番2の地点で10万4000円/m2となっている。

## 歴史
近世には武蔵国多摩郡小宮領に属していた。

### 地名の由来
石川という地名はこの石川町の中心地（中央高速道路北側の地）を流れる谷地川の別称から付いたとされる。この川は今は河川整備されているが整備前は石が多く、蛇行していた。現在、この蛇行跡地は谷地川緑地遊歩道として整備されている。

### 沿革
- 1889年（明治22年） - 郡区町村編制法の施行により石川村が神奈川県南多摩郡小宮村に編入され、小宮村大字石川となる。
- 1933年（明治26年） - 小宮村が東京府南多摩郡に所属を変更する。
- 1934年（昭和9年）- 小宮村が町制施行して小宮町となり、小宮町の大字となる。
- 1941年（昭和16年） - 小宮町が八王子市に編入される。
- 1943年（昭和18年） - 石川町として旧大字石川の地域を新たに起立。
- 1988年（昭和63年） - 北部の八王子市立石川中学校周辺の地域を久保山町へ編入。

## 世帯数と人口
2017年（平成29年）12月31日現在の世帯数と人口は以下の通りである。
| 町丁   | 世帯数    | 人口     |
| ------ | --------- | -------- |
| 石川町 | 4,757世帯 | 10,548人 |

## 小・中学校の学区
市立小・中学校に通う場合、学区は以下の通りとなる。
| 番地 | 小学校               | 中学校               | 通学許可校           |
| --- | -------------------- | -------------------- | -------------------- |
| 1～163番地、167～217番地、220～910番地、912番地2・5 914番地、943番地2・4〜5、944番地、945番地2～4 956番地2～6、966番地、977～1024番地、1030番地2～4 1037～1038番地、1042番地1・3・4・6、1043～1367番地 1379～1472番地、1481～1488番地、1497～1498番地 1511～1520番地、1534番地3、1754～1757番地、1760番地 2513～2517番地、2560～2649番地、2675番地1～3 2676～2679番地                                                               | 八王子市立小宮小学校 | 八王子市立石川中学校 |                      |
| 911番地、912番地1・4、913番地、915～943番地1・3 945番地1・8～14、946～956番地1、957～961番地 1026～1030番地1・6～8・10～12・1033～1034番地 1041番地、1042番地2・5、1374番地、1681～1683番地 1810～1892番地、1898番地1、1906番地1 1909番地～2018番地1、2019～2021番地1～3、2022番地 2029～2452番地1、2453番地、2454番地1・9〜10 2455～2463番地1、2465～2469番地、2491～2493番地 2533番地7・9、2650～2674番地、2675番地4 2680番地以降 | 八王子市立第八小学校 | 八王子市立石川中学校 |                      |
| 164～166番地、218～219番地、1473～1476番地、1489番地 1506～1510番地、1521～1534番地2、1535～1680番地 1684～1753番地、1758～1759番地、1761～1809番地 1893～1897番地、1898番地2、1899～1904番地、1906番地2 2018番地2、2021番地4～11、2023～2024番地 2452番地2～4、2454番地2～8、2463番地2～5 2474〜2490番地、2494～2512番地、2518～2533番地1 2533番地2・4～6・8、2534～2559番地                                                       | 八王子市立第八小学校 | 八王子市立石川中学校 | 八王子市立第一中学校 |

## 交通

中央自動車道石川パーキングエリア

### 鉄道
- 東日本旅客鉄道（JR東日本）
  - 八高線　：　北八王子駅

### バス
- 西東京バス

### 道路・橋梁
- 東京都道59号八王子武蔵村山線
- 中央自動車道 - 石川パーキングエリア
- 田島橋（谷地川）

## 施設

### 行政
- 八王子市役所石川事務所
- 地域子ども家庭支援センター石川

### 教育
- 八王子市立第八小学校
- 八王子市立第一中学校
- 東京都立八王子東特別支援学校

### 郵便局
- 北八王子駅前郵便局

### 商業
- しまむら石川店
- オートバックス八王子石川工業団地店

### 企業
- コニカミノルタ東京サイト八王子（旧・コニカ）
- JVCケンウッド八王子事業所（旧・ケンウッド本社）
- オリンパス技術開発センター石川

- アマゾンジャパン八王子フルフィルメントセンター

### 病院

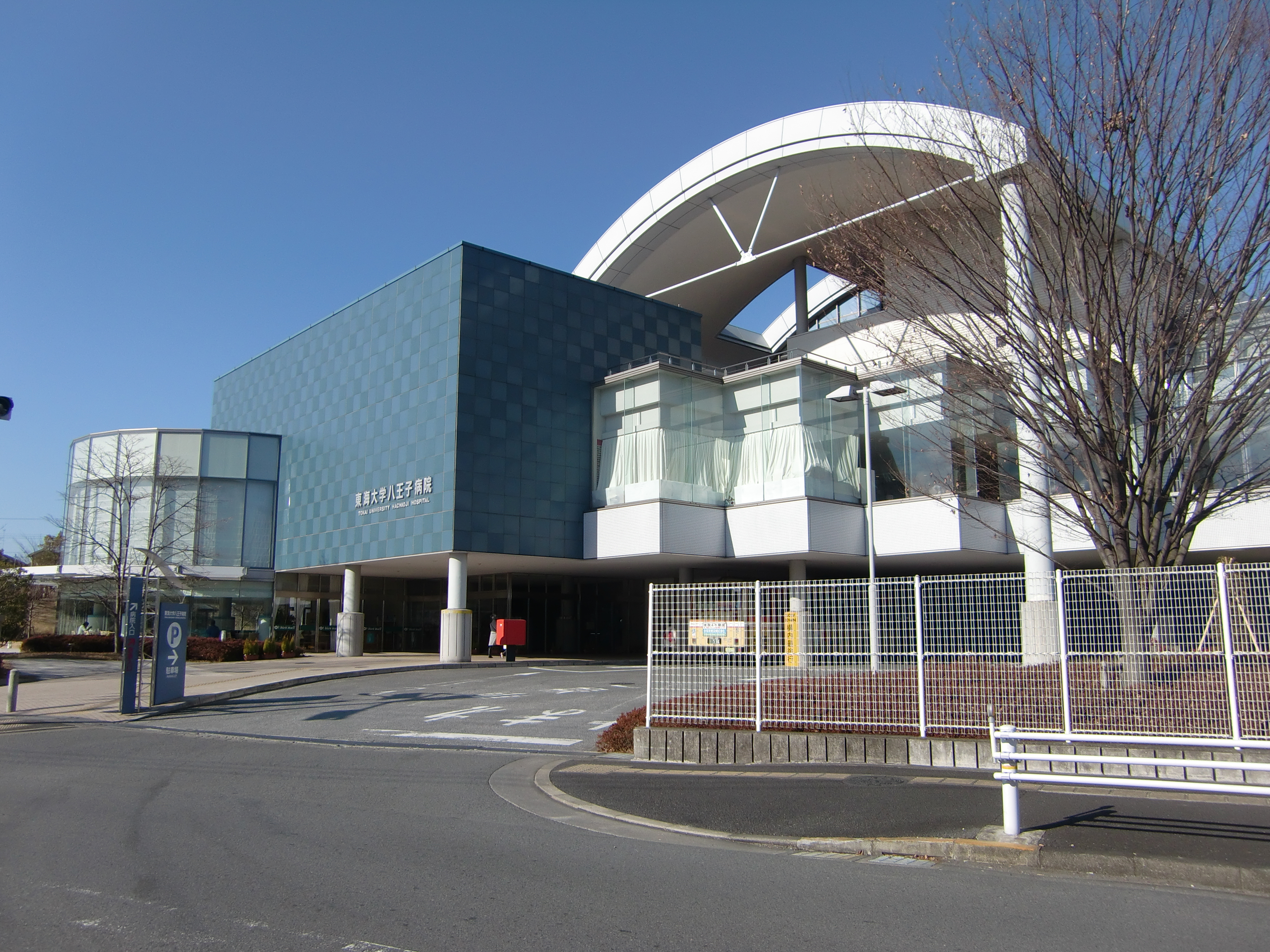
東海大学医学部付属八王子病院

- 東海大学医学部付属八王子病院

### 公園・神社・寺院
- 石川東公園
- 石川1号緑地
- 石川2号緑地
- 谷地川緑地
- 御嶽神社 - 石川町龍頭の舞が八王子市指定無形民俗文化財に指定されている。
- 西蓮寺